# AAirpass
AAirpass是美國航空在1981年推出的一個飞行常客奖励计划，此計劃特點是提供無限次美國航空航班頭等艙飛行及進入Admirals Club貴賓室。旅客可以選購五年有效期或終生有效。現今美國航空不再售賣AAirpass，但AAirpass持有者仍然能享用該優惠。

## 計劃內容
此計劃最初為持有者提供無限次乘坐美國航空航班的頭等艙，終生有效期售價為25萬美元，額外15萬美元則可購買副票。據報導，美國航空共賣出66張終生有效票，包括商人迈克尔·戴尔、棒球運動員威利·梅斯、美洲杯帆船赛得主丹尼斯·康納等
。計劃推出時的美國航空正陷入财务危機，極需要一筆資金解救燃眉之急。
到1990年，終生票的售價已提升至60萬美元，至1993年提高至101萬美元。終生票于1994年停售，唯一一外例外是2004年在尼曼百貨聖誕特賣以300萬美元單人票及200萬美元副票出售，但沒有賣出。

## 獲利調查
美國航空在2007年陷入財政不穩危機，公司委派內部調查AAirpass持有者。他們結論是兩名持有者史蒂文·羅斯坦（Steven Rothstein）和雅克·弗罗姆（Jacques Vroom）每年飛行價值超過100萬美元的航班。他們透過AAirpass飛行獲得飛行里數，累積達到數以百萬里數，然後以飛行里數支付機場稅項（即美國航空支付）。這計劃被指是美航的大災難。兩名持有者最終被美國航空以欺詐活動為由終止AAirpass。

## 著名終止服務事件
來自芝加哥的金融家史蒂文·羅斯坦，在1987年10月1日以233,509.93美元升級至終生票，餘下的16,490.07美元由羅斯坦之前購買的、有限制每年可飛行里數的AAirpass所剩餘的里數抵消。兩年後他再以15萬美元購入副票，並在合約中增加額外條款，包括允許在伴同者是其配偶時，不限搭乘相同航班，可乘坐他本人航班之前或之後的航班。羅斯坦持有AAirpass的十幾年期，共飛行超過1,000萬里，累積的飛行里數超過4,000萬里（他將全部里數捐出），來往英國超過500次，估計共價值約2,100萬美元。2008年12月13日，他與友人在芝加哥奥黑尔国际机场櫃台登記往波斯尼亞時，職員親手遞交一封美航信件，指控其欺詐行為，尤其是多次記錄在機場向陌生人提供免費副票而終止他的AAirpass。羅斯坦把美航告上美國聯邦地區法院，然於由於美航申請破產保護，這筆訴訟被迫延期。2012年底，雙方達成庭外和解。
居住在達拉斯的市場總監雅克·弗罗姆以35.6萬美元買了AAirpass主票及副票。在1989年12月28日，他已飛行了接近3,800萬里。2008年7月30日，他在倫敦希斯路機場登記時，航空公司保安人員親手遞交一封美航信件，指被因為欺詐活動而被終止AAirpass。2011年，美航控告弗罗姆售賣其副票座位，違返美國航空1994年運輸條款第744條。弗罗姆反告美航，指該條款是他購買AAirpass後才生效，控告航空公司誹謗。最終弗罗姆輸了官司，其AAirpass亦被撤銷。